# 아메리칸 소림
《아메리칸 소림》(American Shaolin)은 미국에서 제작된 오사원 감독의 1991년 액션 영화이다. 리스 마디건 등이 주연으로 출연하였다.

## 출연

### 주연
- 리스 마디건
- 트렌트 버쉬
- 장지연

### 조연
- 조셉 찬
- 김찬
- 빌리 창
- 대니얼 대 킴